# Proteuxoa victoriensis
Proteuxoa victoriensis là một loài bướm đêm trong họ Noctuidae.